# ПТРС-41
ПТРС-41 (съкращение от руски език – Противотанковое ружьё Симонова, образец 1941 година, Индекс – 56-В-562) е ръчно, самозарядно огнестрелно оръжие, с калибър 14,5 мм, за борба с бронирана техника, използвано масово и с голям успех от Червената армия в годините на Втората световна война. Създадено е от известния съветски инженер конструктор Сергей Симонов.

## Описание
Автоматиката на ПТРС работи на принципа на отвеждането на части от газовете, отделени при изстрел от цевта. Има газов регулатор с три положения, за дозиране на барутните газове, в зависимост от условията на експлоатация. Ударно-спускателния механизъм дава възможност за водене на огън само с единична стрелба. При изразходване на патроните затворът остава в отворено положение. Зареждането с амуниции става отдолу на оръжието, с метален пълнител, побиращ пет патрона, разположени шахматно. Оръжието е комплектувано с 6 пълнителя.
ПТРС-41 е снабден с открит мерник от секторен тип, с разграфени дистанции от 100 до 1500 метра.
Цевта е снабдена с дулна спирачка. На задтилника на приклада е разположен амортисьор (подушка).
Това оръжие е тежко (22 кг с патроните) и конструктивно сложно, с максимална скорост на изстрелите 5 в минута, използват се специални амуниции с калибър 14,5×114 мм, снабдени с бронебойно-запалителни патрони от два типа:
- Б-32 със стоманен, закален сърдечник;
- БС-41 със металокерамичен сърдечник.

ПТРС се обслужвал от разчет от двама души. В боя оръжието може да се пренася от един разчет, като обикновено един държи цевта, а другият боец – приклада. Може да се премества на близко разстояние с помощта на ръкохватка, разположена върху цевта.
В походно положение оръжието са разглобява на две части, за по-лесно пренасяне.

## Производство
През 1941 година са произведени 17 765 противотанкови оръжия. От тях само 77 са ПТРС-41, а останалите – ПТРД. Това се обяснява с много по-сложната конструкция на симоновския образец и по-големите производствени разходи и време за изработка (предимство за по-лекия за изработка модел, поради необходимостта от големи количества от такъв тип оръжие за поставената в тежко положение Червена армия в началото на нацистката агресия).
Малко по-късно, когато доставките на противотанково оръжие са стабилизират, производството на далеч по-сложното оръжие се нормализира и през 1942 г. са произведени 63 308 броя ПТРС-41 (184 800 ПТРД).

## Бронебойност, мм
- на 100 м – 50 – 60 мм
- на 300 м – 40 мм